# Хајдучка воденица
Хајдучка воденица је увала коју Дунав прави на десној обали реке. Природно је повољан локалитет који се налази у средишту кањона Доње клисуре, испод литица Малог Штрпца (623 м), на неких 12 км од Текије, а 35 км од Лепенског вира.

## Археолошка ископавања
Овај локалитет је био континуирано насељен, од најстаријег раздобља епохе преисторије (Култура Лепенски вир), што је потврђено систематским, археолошким ископавањима и истраживањима локалитета у оквиру пројекта Ђердап.
Истраживањима између 1966. г и 1969. г на локалитету је пронађено више камених огњишта, остаци животињских костију, као и многобројне алатке од кварца, рога, кости и зуба дивљег вепра, као и ранонеолитска керамика и друге одлике неолитске културе.
Мерења са локалитета говоре да је насеље коришћено пре свега током седмог миленијума старе ере, па на даље.
Од новијих грађевина откривено је мање римско и средњовековно насеље, као и рановизантијско утврђење димензија 70х50 метара са добро очуваним јаким бедемима, црква и некропола, као и остаци темеља касноантичке квадратне куле (Бургус).
Локалитет је, након истраживања потопљен 1970. године.

## Значај
Локалитет је, између осталог, чувен по скупоценим оставама средњовековног сребрног и рановизантијског златног новца, који се чувају и излажу у Археолошком музеју Ђердапа у Кладову.